# Valverde de Júcar
Valverde de Júcar község Spanyolországban, Cuenca tartományban.  Lakosainak száma 1097 fő (2024).

## Népesség
A település népessége az utóbbi években az alábbiak szerint változott:
| Lakosok száma | 1368 | 1355 | 1241 | 1157 | 1267 | 1193 | 1173 | 1082 | 1108 | 1097 |
|               | 2001 | 2004 | 2006 | 2009 | 2011 | 2014 | 2016 | 2019 | 2021 | 2024 |